# نادي فيكينغ لكرة اليد
نادي فيكينغ لكرة اليد هو نادي كرة يد في النرويج تأسس في سنة 1987. يلعب في الدوري النرويجي لكرة اليد. تبلغ سعة ملعبه 4100 متفرجا.